# Adore (película)
Adore  es una película dirigida por Anne Fontaine que mezcla el amor, la lujuria y el poder de la amistad, trazando las relaciones pasionales de Liz y Roz, dos amigas de la infancia que se enamoran del hijo de la otra.

## Sinopsis
Narra la apasionada relación de Roz y Lil, dos grandes amigas desde su infancia que han crecido juntas en Idilia, una ciudad costera. Sus hijos ya adolescentes, al igual que ellas, han hecho una gran amistad quizá tan fuerte como la amistad que une a sus madres. Pero en un verano todos se ven enfrentados a un torbellino de emociones. Ellas se enamoran cada una del hijo de la otra, y simultáneamente los dos adolescentes empiezan a sentir una atracción sexual por la madre del otro. Esto desata un montón de sentimientos encontrados en las vidas de las madres y sus hijos, lo que provocará numerosos conflictos.

## Reparto
- Naomi Watts (Lil)
- Robin Wright (Roz)
- Xavier Samuel (Ian)
- James Frecheville (Tom)
- Ben Mendelsohn (Harold)
- Sophie Lowe (Hannah)
- Jessica Tovey (Mary)
- Gary Sweet (Saul)

## Anécdotas
- La autora de la novela en la que se basa la película, Doris Lessing, fue galardonada con el Premio Nobel de literatura en 2007 por "El Cuaderno Dorado".
- El film, de producción francesa y australiana, contaba con un presupuesto de 13 millones de dólares.